# Скуреле
Скуреле (итал. Scurelle) је насеље у Италији у округу Тренто, региону Трентино-Јужни Тирол.
Према процени из 2011. у насељу је живело 1199 становника. Насеље се налази на надморској висини од 383 м.

## Становништво
Према резултатима пописа становништва 2011. у општини је живело 1.401 становника.
| 1931. | 1936. | 1951. | 1961. | 1971. | 1981. | 1991. | 2001. | 2011. |
| ----- | ----- | ----- | ----- | ----- | ----- | ----- | ----- | ----- |
| 1.034 | 990   | 1.089 | 1.113 | 1.149 | 1.237 | 1.232 | 1.276 | 1.401 |

## Партнерски градови
- Kennelbach